# Elyptron leucosticta
Elyptron leucosticta är en fjärilsart som beskrevs av George Francis Hampson 1909. Elyptron leucosticta ingår i släktet Elyptron och familjen nattflyn. Inga underarter finns listade i Catalogue of Life.